# یواس‌اس شاو (دی‌دی-۶۸)
یواس‌اس شاو (دی‌دی-۶۸) (به انگلیسی: USS Shaw (DD-68)) یک کشتی بود که طول آن ۹۶٫۱ متر (۳۱۵ فوت) بود. این کشتی در سال ۱۹۱۶ ساخته شد.